# Ditha tonkinensis
Ditha tonkinensis es una especie de arácnido del orden Pseudoscorpionida de la familia Tridenchthoniidae.

## Distribución geográfica
Se encuentra en Vietnam.